# Моллакентский сельсовет
Моллакентский сельсовет  — административно-территориальная единица и муниципальное образование со статусом сельского поселения в Курахском районе Дагестана Российской Федерации.
Административный центр — село Моллакент.

## Население
| 2002  | 2010  | 2012  | 2013  | 2014  | 2015  | 2016  |
| ----- | ----- | ----- | ----- | ----- | ----- | ----- |
| 1527  | ↗1536 | ↗1560 | ↘1529 | →1529 | ↗1530 | ↘1523 |
| 2017  | 2018  | 2019  | 2020  | 2021  | 2023  | 2024  |
| ↘1515 | ↘1496 | ↘1480 | ↗1485 | ↗1682 | ↘1657 | ↗1662 |
| 2025  |       |       |       |       |       |       |
| ↘1646 |       |       |       |       |       |       |

## Состав
| № | Населённый пункт | Тип населённого пункта       | Население |
| - | ---------------- | ---------------------------- | --------- |
| 1 | Арабляр          | село                         | ↗608      |
| 2 | Моллакент        | село, административный центр | ↗1074     |